# Минтурно
Минтурно (на италиански: Minturno) е град и община в провинция Латина, регион Лацио, Централна Италия с 19 072 жители (към 31 декември 2009).
Намира се на 153 км югоизточно от Рим, 89 км югоизточно от Латина и 72 км северозападно от Неапол. Старият град се намира на хълм на Монти Аврунки над брега на Тиренско море, западно от устието на р. Гариляно.
През древността се казва Минтурнае, който е бил в „Пет-държавия съюз“ (Pentapolis Aurunca) на аврунките. През 314 пр.н.е. е разрушен от римляните. С построяването на Виа Апиа през 312 пр.н.е. започва да се издига, става римска колония през 296 пр.н.е. и получава стена и форум. 88 пр.н.е. жителите помагат на Гай Марий да избяга от Сула с кораб в Африка. Апиций се подвизава най-вече в Минтурнае, заради известните им раци.
Лангобардите разрушават града между 580 и 590 г. и жителите основават на близък хълм Traiectum, който е разрушен през 883 г. от сарацините, който си създават до устието на реката военен пункт. Изгонени са през 910 г. чрез Битката при Гариляно.
Градът се казва вече Traetto и попада под владението на Монтекасино.
Завладян е от норманите и става част на графството Гаета. През 1503 г. французите побеждават испанците при втората битка при р. Гариляно.
През 1879 г. градът Traetto получава старото си име Минтурно.
Древният град Минтурнае е отчасти разкопан и може да се разглежда.